# Бивер (Оклахома)
Бивер (англ. Beaver) — город в США, административный центр одноимённого округа штата Оклахома. Население — 1280 человек (2020).

## География
Бивер расположен по координатам 36°48′54″ с. ш. 100°31′25″ з. д. (36.815126, -100.523521). Согласно Бюро переписи населения США, город имеет площадь 2,99 км².

## Демография
| Год переписи                          | Нас. |  | %±     |
| ------------------------------------- | ---- |  | ------ |
| 1900                                  | 112  |  | —      |
| 1910                                  | 326  |  | 191,1% |
| 1920                                  | 920  |  | 182,2% |
| 1930                                  | 1028 |  | 11,7%  |
| 1940                                  | 1166 |  | 13,4%  |
| 1950                                  | 1495 |  | 28,2%  |
| 1960                                  | 2087 |  | 39,6%  |
| 1970                                  | 1853 |  | −11,2% |
| 1980                                  | 1939 |  | 4,6%   |
| 1990                                  | 1584 |  | −18,3% |
| 2000                                  | 1570 |  | −0,9%  |
| 2010                                  | 1515 |  | −3,5%  |
| 2020                                  | 1280 |  | −15,5% |
| 1900–2020 Десятилетняя перепись в США |      |  |        |

Согласно переписи 2010 года, в городе проживало 1515 человек в 595 домохозяйствах в составе 410 семей. Плотность населения составила 506 человек/км². Было 702 квартир (235/км²).
Расовый состав населения:
| - 82,2% — белых - 1,1% — коренных американцев - 0,9% — черных или афроамериканцев - 0,1% — азиатов - 13,6% — лиц других рас |

К двум или более расам принадлежало 2,2%. Доля испаноязычных составила 20,9% всего населения.
По возрастному диапазону население распределялось следующим образом: 27,3% — лица младше 18 лет, 54,4% — лица в возрасте 18-64 лет, 18,3% — лица в возрасте 65 лет и старше. Медиана возраста жителя составила 39,0 лет. На 100 человек женского пола в городе приходилось 99,9 мужчины; на 100 женщин в возрасте от 18 лет и старше — 91,7 мужчин также старше 18 лет.
Средний доход на одно домохозяйство составил 69 018 долларов США (медиана — 51 439), а средний доход на одну семью — 73 083 доллара (медиана — 60 288). За чертой бедности находилось 7,5% человек, в том числе 9,8% детей в возрасте до 18 лет и 9,5% лиц в возрасте 65 лет и старше.
Гражданское трудоустроенное население составляло 771 человек. Основные области занятости: образование, здравоохранение и социальная помощь — 19,7%, сельское хозяйство, лесничество, рыбалка — 18,5%, транспорт — 8,9%, искусство, развлечения и отдых — 8,8%.